# Бо люблю
«Бо люблю» — радянський художній фільм-драма 1974 року, знятий режисером Ігорем Добролюбовим на кіностудії «Білорусьфільм».

## Сюжет
Льотчик-винищувач Микола Муравйов переживає особисту драму: дружина із сином поїхали на материк — їм набридло життя за Полярним колом. Полковник Бєлий, подумавши, що дружина повернеться до чоловіка, якщо той служитиме на материку, посилає Миколу у відрядження. У новій частині Муравйов зустрічає свого однокурсника Євгена Шелеста. Друзям належить літати в парі.

## У ролях
- Геннадій Корольков — Микола Муравйов, льотчик-винищувач
- Василь Бочкарьов — Євген Шелест, капітан
- Валентина Теличкіна — Олена Муравйова
- Наталія Гвоздікова — Віра
- Наталія Величко — Катя Шелест
- Олександра Климова — Ірина Бєлая
- Микола Рибніков — Роман Ігнатович Бєлий, полковник
- Юрій Кузьменков — Анатолій Жук, старший лейтенант
- Геннадій Кисельов — Гена, син Євгена та Каті
- Сергій Кисельов — Сергій, син Євгена та Каті
- Антон Корольков — Антон Муравйов
- Володимир Антоник — льотчик
- Олександр Безпалий — Сашко, механік
- Борис Борисьонок — полковник
- Ростислав Шмирьов — керівник польотів
- Володимир Грицевський — диспетчер
- Володимир Січкар — льотчик
- Ніна Розанцева — Галя
- Шавкат Газієв — Володя Таїров
- Петро Юрченков — Морозов, лейтенант
- Леонід Бєлозорович — льотчик
- Фатіма Кладо — вихователька

## Знімальна група
- Режисер — Ігор Добролюбов
- Сценаристи — Аркадій Пінчук, Вадим Трунін
- Оператор — Григорій Масальський
- Композитор — Ян Френкель
- Художник — Володимир Бєлоусов